# Roldana petasitis
Roldana petasitis es una especie  de planta fanerógama perteneciente a la familia de las asteráceas. 

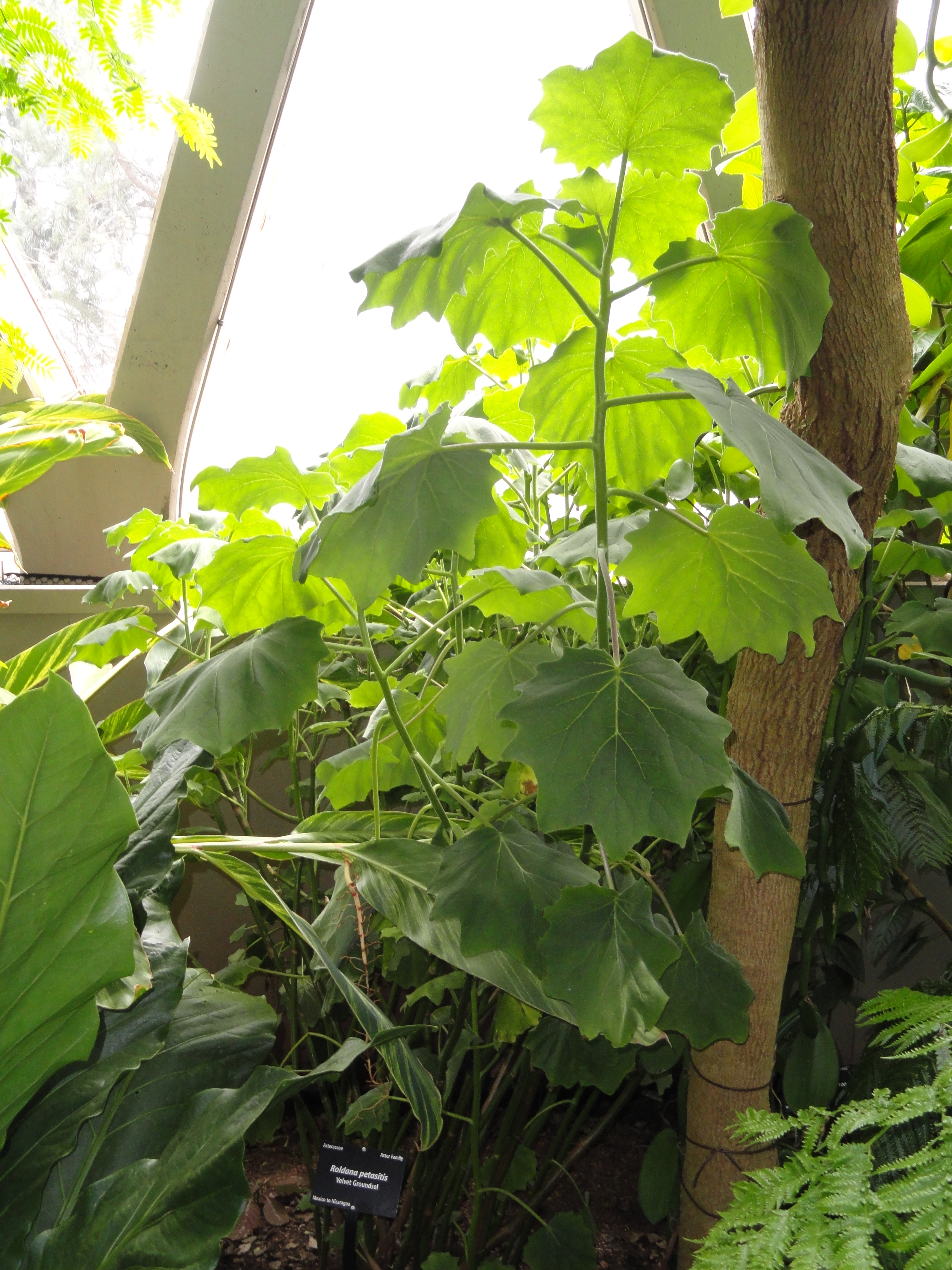
Vista de la planta

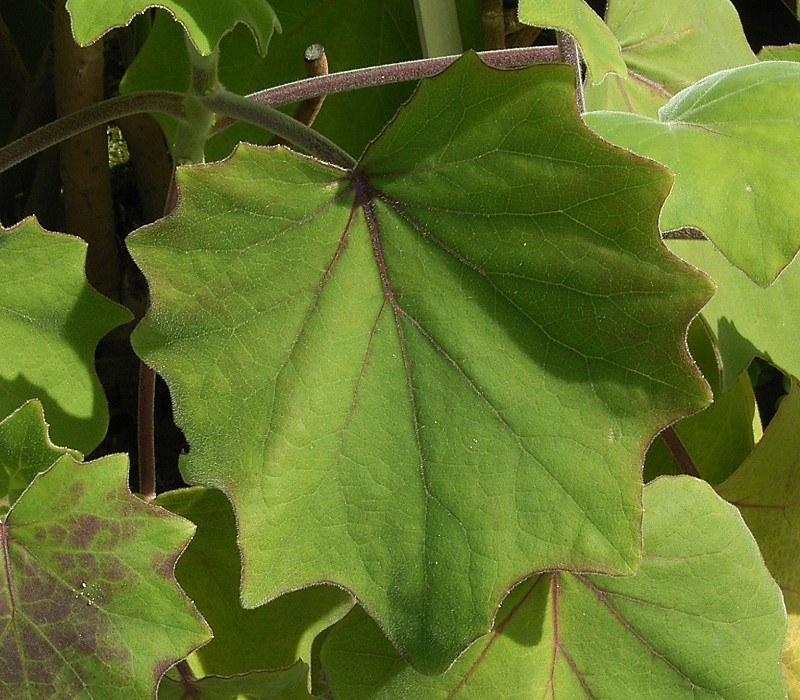
Detalle de la hoja

## Descripción
Es un subarbusto perennifolio de tallos débiles. Crece hasta 1,8 m de altura y tiene grandes hojas con 7 o más lóbulos anchos y romos. Las cabezuelas de flores, como margaritas, de unos 6 pétalos ligulados nacen en panículas foliáceas. 

## Distribución
Procede de América central.

## Taxonomía
Roldana petasitis fue descrita en 1974 por Harold E. Robinson y Robert D. Brettell, sobre un basónimo de John Sims, en Phytologia 27(6): 423.

### Etimología
Roldana: nombre genérico dado por Pablo de La Llave en honor a Eugenio Montaño y Roldán, un general insurgente de la Independencia de México.
petasitis: epíteto latino que significa "como un pétaso".

### Sinonimia
- Cineraria petasitis Sims, 1813 (Curtis's Bot. Mag. 37:t1536)
- Cineraria platanifolia Schrank, 1819 (Pl. Rar. Hort. Monac. 2:t. 95)
- Senecio petasitis (Sims) DC., 1837 (Prod. 6:431)
- Senecio lobatus Sessé & Moc., 1894 (Fl. Mexic. (ed. 2):185), nom. illeg. non Senecio lobatus Pers., 1807 (=Packera glabella (Poir.) C.Jeffrey)
- Senecio petasioides Greenm., 1904 (in Donn.Sm., Bot. Gaz. 37:419)
- Senecio prainianus A.Berger, 1911 (Gard. Chron. 3:82)
- Roldana petasioides (Greenm.) H.Rob., 1975 (Phytologia 32:331)[5]